# Tony Cardella
Tony Cardella (Palermo, 3 giugno 1964) è un kickboxer italiano, campione del mondo di kickboxing, specialità semi-contact, fondatore del Kilroy Team.

## Biografia
Tony Cardella ha iniziato a praticare, a Palermo, nel 1979 sotto la guida del Maestro Pino Di Pace. Oggi insegna kickboxing a Palermo.
Nel 1985 ha fondato il Kilroy Team, club sportivo che si è più volte, negli anni, fregiato del titolo di Campione d'Italia.
Nel Kilroy Team sono nati e cresciuti atleti d'importanza nazionale ed internazionale. Tra i tanti si ricordano Gianpaolo Calajò, Fabrizio Paterna, Piero Battaglia, Francesco Canalella, Pietro Nolasco, Gregorio Di Leo.
Nei tanti anni di militanza sportiva, Cardella ha partecipato a svariate competizioni nazionali e internazionali, riportando numerosi titoli, fra cui menzioniamo le vittorie di 3 edizioni consecutive della "Coppa Europa" W.A.K.O. e di 4 titoli mondiali ( W.U.M.A., negli anni 2000 e 2010, e W.M.K.F. nel 2012 e nel 2013 ) sempre nella specialità semi-contact.

## Carriera sportiva

### Anno 1982/83/84
- Vincitore "Coppa Europa" W.A.K.O. Kickboxing semicontact

### Anno 1984
- Campione italiano W.A.K.O. Kickboxing semicontact

### Anno 2000
- Campione mondiale W.U.M.A Kickboxing semicontact

### Anno 2010
- Campione mondiale W.U.M.A Kickboxing semicontact

### Anno 2011
- Vice Campione Mondiale W.M.K.F. Kickboxing semicontact

### Anno 2012
- Campione mondiale W.M.K.F. Kickboxing semicontact

### Anno 2013
- Campione mondiale W.M.K.F. Kickboxing semicontact